# Faustball-Europameisterschaft 2016
| 20. Europameisterschaft 2016         | 20. Europameisterschaft 2016 |
| Männer                               | Männer                       |
| ------------------------------------ | ---------------------------- |
| Anzahl Nationen                      | 8                            |
| Europameister                        | Deutschland                  |
| Gastgeber                            | Österreich                   |
| Stadt                                | Grieskirchen                 |
| Eröffnung                            | 26. August 2016              |
| Endspiel                             | 28. August 2016              |
| Verband                              | IFA                          |
| Anzahl Spiele                        | 24                           |
| \| ← 19. EM 2014 \| 21. EM 2018 → \| |                              |
| ← 19. EM 2014                        | 21. EM 2018 →                |

Die 20. Faustball-Europameisterschaft der Männer fand vom 26. bis 28. August 2016 in Grieskirchen (Österreich) statt. Österreich ist zum achten Mal Ausrichter der Faustball-Europameisterschaft der Männer.

## Teilnehmer
Insgesamt acht Mitgliedsnationen der International Fistball Association nahmen an den Europameisterschaften 2016 teil. Polen nahm damit zum ersten Mal an einer internationalen Faustballveranstaltung teil. Die Festlegung der Gruppen fand Mitte Mai statt.
| - Deutschland - Italien - Österreich - Polen | - Schweiz - Serbien - Spanien - Tschechien |

## Veranstaltungsort
Ausgetragen wurden die Europameisterschaften auf dem neuen Areal des Schulzentrums mitten in Grieskirchen. Für die Fans wurden in Stadionatmosphäre mehrere Tribünen mit einem Fassungsvermögen von 3.000 Personen aufgestellt.

## Spielplan
| Gruppe A    | Gruppe B   |
| ----------- | ---------- |
| Deutschland | Tschechien |
| Schweiz     | Serbien    |
| Österreich  | Spanien    |
| Italien     | Polen      |

### Gruppenspiele

#### Gruppe A
| Fr., 26. August 2016 |           |             |   |             |                        |
| 3                    | 12:00 Uhr | Deutschland | – | Schweiz     | 2:1 (11:8, 9:11, 11:5) |
| 4                    | 12:00 Uhr | Österreich  | – | Italien     | 2:0 (11:7, 11:6)       |
| 7                    | 14:00 Uhr | Österreich  | – | Deutschland | 0:2 (5:11, 3:11)       |
| 8                    | 14:00 Uhr | Schweiz     | – | Italien     | 2:0 (11:7, 11:3)       |
| 11                   | 17:00 Uhr | Deutschland | – | Italien     | 2:0 (11:5, 11:0)       |
| 12                   | 18:00 Uhr | Österreich  | – | Schweiz     | 0:2 (11:13, 10:12)     |

| Pl. | Team        | Sp. | Sätze | Ballverh. | Pkt. |
| --- | ----------- | --- | ----- | --------- | ---- |
| 1   | Deutschland | 3   | 6:1   | 75:37     | 6    |
| 2   | Schweiz     | 3   | 5:2   | 71:62     | 4    |
| 3   | Österreich  | 3   | 2:4   | 51:60     | 2    |
| 4   | Italien     | 3   | 0:6   | 28:66     | 0    |

#### Gruppe B
| Fr., 26. August 2016 |           |            |   |         |                        |
| 1                    | 11:00 Uhr | Tschechien | – | Polen   | 2:0 (11:7, 11:4)       |
| 2                    | 11:00 Uhr | Serbien    | – | Spanien | 2:1 (11:6, 8:11, 11:5) |
| 5                    | 13:00 Uhr | Tschechien | – | Spanien | 2:0 (11:4, 11:6)       |
| 6                    | 13:00 Uhr | Serbien    | – | Polen   | 2:0 (11:7. 11:7)       |
| 9                    | 16:00 Uhr | Tschechien | – | Serbien | 2:0 (11:8, 11:6)       |
| 10                   | 16:00 Uhr | Spanien    | – | Polen   | 2:1 (9:11, 11:9, 11:4) |

| Pl. | Team       | Sp. | Sätze | Ballverh. | Pkt. |
| --- | ---------- | --- | ----- | --------- | ---- |
| 1   | Tschechien | 3   | 6:0   | 66:35     | 6    |
| 2   | Serbien    | 3   | 4:3   | 66:58     | 4    |
| 3   | Spanien    | 3   | 3:5   | 63:76     | 2    |
| 4   | Polen      | 3   | 1:6   | 49:75     | 0    |

### Viertelfinale
| Sa., 27. August 2016 |             |   |            |                               |
| 13                   | Deutschland | – | Polen      | 3:0 (11:4, 11:6, 11:5)        |
| 14                   | Italien     | – | Tschechien | 3:1 (11:3, 11:7, 9:11, 12:10) |
| 15                   | Österreich  | – | Serbien    | 3:0 (11:2, 11:3, 11:5)        |
| 16                   | Schweiz     | – | Spanien    | 3:0 (11:3, 11:1, 11:6)        |

### Überkreuzspiele
| Sa., 27. August 2016 |         |   |            |                              |
| 17                   | Polen   | – | Tschechien | 1:3 (6:11, 11:8, 4:11, 7:11) |
| 18                   | Spanien | – | Serbien    | 0:3 (8:11, 8:11, 8:11)       |

### Halbfinale
| Sa., 27. August 2016 |             |   |            |                               |
| 19                   | Deutschland | – | Italien    | 3:1 (8:11, 11:6, 11:7, 11:4)  |
| 20                   | Schweiz     | – | Österreich | 3:1 (13:11, 11:9, 6:11, 11:7) |

### Platzierungsspiele

#### Spiel um Plätze sieben und acht
| So., 28. August 2016 |       |   |         |                               |
| 21                   | Polen | – | Spanien | 3:1 (11:9, 12:14, 11:9, 11:9) |

#### Spiel um Plätze fünf und sechs
| So., 28. August 2016 |            |   |         |                        |
| 22                   | Tschechien | – | Serbien | 3:0 (11:1, 11:5, 11:6) |

#### Spiel um Plätze drei und vier
| So., 28. August 2016 |         |   |            |                                          |
| 23                   | Italien | – | Österreich | 2:4 (3:11, 5:11, 6:11, 11:9, 11:7, 2:11) |

#### Finale
| So., 28. August 2016 |             |   |         |                                          |
| 24                   | Deutschland | – | Schweiz | 4:2 (11:8, 8:11, 11:3, 7:11, 11:6, 11;8) |

## Schiedsrichter
Vier Schiedsrichter aus drei Nationen leiteten die Spiele der Europameisterschaft.
| Deutschland - Stefan Bösch | Schweiz - Bruno Cavasin | Österreich - Reinhard Hübner - Andreas Sigmund |

## Endergebnis
| Platz | Land        |
| ----- | ----------- |
| 1.    | Deutschland |
| 2.    | Schweiz     |
| 3.    | Österreich  |
| 4.    | Italien     |
| 5.    | Tschechien  |
| 6.    | Serbien     |
| 7.    | Polen       |
| 8.    | Spanien     |